# Przygodzice (gmina)
Przygodzice – gmina wiejska w województwie wielkopolskim, w powiecie ostrowskim z siedzibą we wsi Przygodzice. W latach 1975–1998 gmina położona była w województwie kaliskim. 
Według danych z 1 stycznia 2021 roku gmina liczyła 12 232 mieszkańców.

## Położenie
Według danych z 1 stycznia 2021 roku powierzchnia gminy Przygodzice wynosiła 163,39 km².
Gmina położona jest w południowej części powiatu ostrowskiego w dorzeczu rzeki Barycz. Najwyżej położony punkt na terenie gminy znajduje się na Wzgórzach Ostrzeszowskich, w rejonie wsi Przygodziczki (197,5 m n.p.m.).
Sąsiednie gminy: Ostrów Wielkopolski, Mikstat, Odolanów, Ostrów Wielkopolski, Ostrzeszów, Sieroszewice, Sośnie.

## Samorząd
Od 2010 roku wójtem gminy Przygodzice jest Krzysztof Stanisław Rasiak (Komitet Wyborczy Wyborców Krzysztofa Rasiaka; 2018).

## Środowisko naturalne

### Lasy
W 2019 roku powierzchnia lasów na terenie gminy wynosiła 7405,00 ha, co stanowi lesistość na poziomie 45,3%. Lasy podlegają administracyjnie do nadleśnictw: Antonin, Krotoszyn i Taczanów. Teren przyrodniczo-leśny zalicza się do Krainy Wielkopolsko-Pomorskiej, Dzielnicy Kotliny Żmigrodzkiej. Gatunkiem dominującym na obszarach leśnych jest sosna zwyczajna.

### Wody
- Barycz (rzeka stanowi dopływ Odry, natomiast z regionu wsi Bogufałów wody odprowadzane są do zlewni rzeki Prosny – występuje tu zjawisko bifurkacji[6])
- Barycz Strzyżewska (Zgniła Barycz)
- Kanał Chynowski
- Olszówka
- Roguszna
- Roguszna II
- Rów Główny
- Rów Litwin
- Strumień Goszczyński
- Strumień Helenowski
- Strumień Niedźwiedzki
- Strumień Strzegowa
- Złotnica
- Stawy Przygodzickie (liczne, duże stawy hodowlane o łącznej powierzchni około 730 ha, które są miejscem lęgowym dla około 170 gatunków ptaków wodnych m.in. łabędzi niemych, perkozów, gęsi gęgawy, błotniaka stawowego i rybitwy czarnej[6])

### Obszary chronione
- Park Krajobrazowy Dolina Baryczy – utworzony w 1996 roku, wzdłuż zlewni górnej Baryczy (obejmuje około 4000 ha w gminie Przygodzice)[3].
- Rezerwat przyrody Wydymacz – leśno-florystyczno-krajobrazowy rezerwat o powierzchni 47,86 ha[3].
- Obszar chronionego krajobrazu „Wzgórza Ostrzeszowskie i Kotlina Odolanowska” – utworzony w 1995 roku, dla zachowania walorów przyrodniczo-krajobrazowych[3].
- Obszar Specjalnej Ochrony Ptaków „Dolina Baryczy” (kod obszaru PLB20001) – wytyczony na podstawie mocy prawa Unii Europejskiej (obejmuje 3677,2 ha w gminie Przygodzice)[3].
- Specjalny Obszar Ochrony Siedlisk „Ostoja nad Baryczą” (kod obszaru PLH020041) – wytyczony na podstawie dyrektywy siedliskowej Unii Europejskiej, obszar obejmuje rozległe tereny leśne wraz z kompleksem łąk łęgowych[3].
- Pomniki przyrody – głównie dęby szypułkowe[3].

## Turystyka i zabytki

### Zabytki
Według rejestru zabytków NID na listę zabytków wpisane są:
- zespół pałacu myśliwskiego (1 ćw. XIX w.) w Antoninie:
  -  pałac myśliwski, drewniano-szachulcowy, nr rej.: KS.Z.I.2/28/48 z 6.03.1948
  -  grobowiec na wyspie, nr rej.: 906/A z 20.07.1970
  -  park, nr rej.: 719/A z 25.09.1995
  -  budynek mieszkalno-gospodarczy tzw. „ogrodówka", nr rej.: 732/A z 27.09.1996
- dworek w Wysocku Małym (1 poł. XIX w.), nr rej.: 1594/A z 9.09.1974

Pozostałe historyczne miejsca:
- Czarnylas
  - kościół pw. Niepokalanego Poczęcia NMP (wybudowany w latach 1844–1850)
  - kościół ewangelicko-augsburski (wybudowany w latach 1889–1900)
  - dawna kaplica baptystyczna (1890)
  - kościół pw. Najświętszego Serca Jezusa (wybudowany w latach 1926–1927)
- Chynowa
  - kościół pw. św. Wawrzyńca (wybudowany w latach 1936–1937)
- Janków Przygodzki
  - kościół pw. św. Józefa Oblubieńca NMP z 1925 roku, według projektu Adama Ballenstedta
- Ludwików
  - cmentarz z 1876 roku, założony przez Ferdynanda Radziwiłła z neogotycką kaplicą z 1903 roku
- Przygodzice
  - dwór Jana Jerzego Przebendowskiego z XVII w.
  - stróżówka dawnego założenia dworskiego (1813), obecnie „Chata Regionalna"
  - neobarokowy kościół pw. NMP Nieustającej Pomocy z 1925 roku
  - Dom Ludowy im. Józefa Piłsudskiego (1935–1936), obecnie siedziba Urzędu Gminy Przygodzice
- Topola-Osiedle
  - park krajobrazowy (XIX w.)
  - spichlerz (początek XIX w.)
  - czworak (koniec XIX w.)

### Turystyka
Głównym ośrodkiem wypoczynkowym jest niewielka wieś Antonin (około 15 km na południe od Ostrowa Wielkopolskiego) z plażą i kąpieliskiem nad stawem Szperek (29 ha). Przez teren gminy przebiega 5 szlaków pieszych i 5 rowerowych. Rozwinięta baza noclegowa i agroturystyczna.

## Demografia

### Liczba ludności
Liczba ludności gminy Przygodzice według danych GUS

### Wskaźnik maskulinizacji
| Wskaźnik maskulinizacji | Wskaźnik maskulinizacji | Wskaźnik maskulinizacji | Wskaźnik maskulinizacji | Wskaźnik maskulinizacji | Wskaźnik maskulinizacji |
| Rok                     | Opis                    | Ogółem                  | Ogółem                  | Kobiety                 | Mężczyźni               |
| ----------------------- | ----------------------- | ----------------------- | ----------------------- | ----------------------- | ----------------------- |
| 2021                    | Populacja               | 12 232                  | 100%                    | 50,4%                   | 49,6%                   |

## Miejscowości
Miejscowości według danych TERYT:
Wsie: Antonin, Bogufałów, Chynowa, Czarnylas, Dębnica, Hetmanów, Janków Przygodzki, Ludwików, Przygodzice, Przygodziczki, Smardów, Topola Wielka, Wysocko Małe
Osady: Antonin, Jezioro, Katarzynów, Kocięba, Pardalin, Popłomyk, Przygodzice, Strugi, Trzcieliny, Zawidzyn
Osady leśne: Bażantarnia, Klady, Krzyżaki, Tarchalskie
Części wsi: Jezioro (część wsi Antonin), Laski (część wsi Hetmanów), Topola-Osiedle (część wsi Topola Wielka)

## Gospodarka
W 2019 roku na terenie gminy w rejestrze REGON zarejestrowanych było 1250 podmiotów gospodarczych.

## Transport

### Transport drogowy
- 11 Ostrów Wielkopolski – Ostrzeszów
- Strugi – Ostrów Wielkopolski – Franklinów (odcinek drogi ekspresowej)
- 25 Ostrów Wielkopolski – Oleśnica

### Transport kolejowy
- 272 Kluczbork – Ostrów Wielkopolski – Poznań Główny

- 355 Ostrów Wielkopolski – Topola-Osiedle – Grabowno Wielkie

## Gminy i miejscowości partnerskie
Gminy i miejscowości partnerskie:
- Gmina Luitré (2002)
- Gmina Schönwölkau (2005)
- Kiwierce (2007)
- Zwedenówka (2007)